# Пејси
Пајот или пејси (хебрејски: פֵּאָה‎; множина: פֵּאוֹת), такође се изовара као пе'от, пејот; или пајос, пејос, пејоис, пајоис у изговору Ашкеназа, је јеврејска реч за бочне стране или бочне локне. Пајот носи неки мушкарац и дечаци у ортодоксној јеврејској заједници на основу тумачења библијске забране против бријања "углова" главе. Буквално, пе'ах означава "угао, страну, ивицу". Постоје различити стилови пајота међу ортодоксним јеврејима као што су Хареди, Јеврејима из Јемена и Хасидским Јеврејима. Јеменски Јевреји називају своје бочне локме симонимом (סימנים), буквално "знаци", јер су њихови дугодлаки бочници служили као препознатљива особина у Јеменском друштву (разликујући их од својих не-јеврејских суседа).

## Рабинска интерпретација
Тора каже, "Нећете заокружити (פְּאַת) пе'ат на својој глави" (Левитикус 19:27). Реч пе'ат је узимана је да значи длака испред ушију која се протеже испод јагодичне кости, на нивоу са носом (Талмуд - Макот 20а). Мишна је тумачила регулативу тако да се она примењује само на мушкарце. Тако је постао обичајен у одређеним круговима како би се омогућио раст косе преко ушију, и обесили се у виду коврџе или локне.Према Маимонидесу, бријање бочне стране (коврџа) је била пракса народа. У халакхиској литератури постоји значајна дискусија о прецизној локацији пајота и начину на који је њихово уклањање забрањено.

## Историја
Како су се кабалистичка учења ширила у славонским земљама, тамо је прихваћен обичајни пајота. Већ 1845. године пракса њиховог ношења је забрањена у Руској империји. Кримски Караити нису носили пајот, па су их кримски Татари назвали зулуфсıз чуфутлар ("Јевреји без пајота"), како би их разликовали од Кримчаха, који се зову зулуфи чуфутлар ("Јевреји са пајотом"). Многи Хередиски и Јеменски Јевреји допуштају да њихове коврџе расту изузетно дуго. Неки Харедити пуштају да њихов коврџе расту на бочним њиховим странама, али их носе кратке или их повлаче иза ушију. Чак и међу јеврејским групама у којима мушкарци не носе приметан пајот, често их младићи носе све до доба бар-митзве.

## Стилови
Дужине и одржавање варијанти пејота значајно варирају међу јеврејским групама:
- Белз Хашидими пазе да никада не подсеку своје пајоте, већ да се оно преплићу дуж њихове бочне стране око ушију колико год је то потребно.
- Многи Бреслов Хашидим носе дуге увијене праменове као и њихов рабин, Начман Бреслов. Међутим, други имају свој пајот у различитим стиловима у складу са учењем рабија Начмана да његови следбеници не би требало да имају униформно обележје.
- Пајоти Чабад-Лубавитч Хасидим нису толико уочљиви, али постоје. Дугачки су колико и коса налазе се око ушију и иза њих како би могли да се помере, и који се такође сматрају вратом пајота.
- Неки од Герер Хешидима подижу своје бочне праменове док се налазе у храмовима, и повлаче их испод своје јармулке. Други, нарочито у Израелу, носе их спуштене.
- Сквер Хасидим окрећу њихове бочне делове у тесну спиралу и остављају да им испадну испред ува.

- Неки традиционални Јеменски Јевреји и даље носи препознатљиве дугачке и танке закривљене праменове, које често сежу до надлактице. Стварна област на којој расте коса и где почиње прстен је уредан.

Већина других хашидичких група носи своје пајоте надоле и уковрџане.
На литванске Јевреје мање је утицала пракса Кабала, али и даље задржавају бочне стране у одређеној мери у малом броју варијанти:
- Литвански Јевреји често пресецају бочне пајоте, али остављају гомилу праменова и стављају их иза уха; овај стил се најчешће проналази међу студентима јешива, који понекад уклањају неразвијене жлебове када расту бочни зулуфи.
- Чланови Бриског покрета четкају косу право, обично тако да достиже до ушног режња; понекад, неки од праменова нису исечени, и извучени иза уха.